# Promozione Veneto 1974-1975
Nella stagione 1974-1975 la Promozione era il quinto livello del calcio italiano (il massimo livello regionale). Qui vi sono le statistiche relative al campionato in Veneto.
Il campionato è strutturato in vari gironi all'italiana su base regionale, gestiti dai Comitati Regionali di competenza. Promozioni alla categoria superiore e retrocessioni in quella inferiore non erano sempre omogenee; erano quantificate all'inizio del campionato dal Comitato Regionale secondo le direttive stabilite dalla Lega Nazionale Dilettanti, ma flessibili, in relazione al numero delle società retrocesse dal Campionato Interregionale e perciò, a seconda delle varie situazioni regionali, la fine del campionato poteva avere degli spareggi sia di promozione che di retrocessione.

## Girone A

### Squadre partecipanti
| Club               | Città                      |
| ------------------ | -------------------------- |
| A.C. Abano         | Abano Terme (PD)           |
| A.S. Arianese      | Ariano nel Polesine (RO)   |
| A.C. Badia         | Badia Polesine (RO)        |
| S.S. Carpano       | Porto Tolle (RO)           |
| A.C. Castelmassa   | Castelmassa (RO)           |
| U.S. Cerea         | Cerea (VR)                 |
| A.C. Cardi Chievo  | Verona (VR)                |
| A.S. Cittadella    | Cittadella (PD)            |
| A.C. Contarina     | Contarina (RO)             |
| A.C. Luparense     | San Martino di Lupari (PD) |
| U.S. Malo          | Malo (VI)                  |
| Monselice Calcio   | Monselice (PD)             |
| U.S. Rosolina      | Rosolina (RO)              |
| A.C. Schio         | Schio (VI)                 |
| A.S. Sommacampagna | Sommacampagna (VR)         |
| A.C. Trissino      | Trissino (VI)              |

### Classifica finale
|  | Pos. | Squadra           | Pt | G  | V  | N  | P  | GF | GS | DR |
|  | ---- | ----------------- | -- | -- | -- | -- | -- | -- | -- | -- |
|  | 1.   | A.C. Cardi Chievo | 41 | 30 | 15 | 11 | 4  | 44 | 24 |    |
|  | 2.   | Contarina         | 39 | 30 | 13 | 13 | 4  | 34 | 17 |    |
|  | 3.   | Cerea             | 38 | 30 | 12 | 14 | 8  | 34 | 22 |    |
|  | 4.   | Monselice         | 36 | 30 | 12 | 12 | 6  | 47 | 30 |    |
|  | 5.   | Schio             | 34 | 30 | 11 | 12 | 7  | 39 | 26 |    |
|  | 6.   | Abano Terme       | 33 | 30 | 11 | 11 | 8  | 50 | 38 |    |
|  | 7.   | Trissino          | 32 | 30 | 9  | 14 | 7  | 30 | 23 |    |
|  | 8.   | Malo              | 32 | 30 | 12 | 8  | 10 | 39 | 34 |    |
|  | 9.   | Sommacampagna     | 31 | 30 | 10 | 11 | 9  | 25 | 26 |    |
|  | 10.  | Castelmassa       | 31 | 30 | 11 | 9  | 10 | 41 | 36 |    |
|  | 11.  | Badia             | 29 | 30 | 6  | 17 | 7  | 20 | 26 |    |
|  | 12.  | Luparense         | 28 | 30 | 10 | 8  | 12 | 27 | 31 |    |
|  | 13.  | Cittadella        | 27 | 30 | 8  | 11 | 11 | 27 | 39 |    |
|  | 14.  | Arianese          | 25 | 30 | 7  | 11 | 12 | 28 | 40 |    |
|  | 15.  | Carpano           | 15 | 30 | 2  | 11 | 17 | 22 | 48 |    |
|  | 16.  | Rosolina          | 9  | 30 | 1  | 7  | 22 | 13 | 60 |    |

Verdetti

## Girone B

Il San Donà, vincitore del girone B.

### Squadre partecipanti
| Club                 | Città                     |
| -------------------- | ------------------------- |
| U.S. Calvi Noale     | Noale (VE)                |
| A.C. Fiesso d’Artico | Fiesso d'Artico (VE)      |
| G.S. Giorgione       | Castelfranco Veneto (TV)  |
| A.C. Jesolo          | Jesolo (VE)               |
| A.C. Julia           | Concordia Sagittaria (VE) |
| S.S.. Libertas       | Ceggia (VE)               |
| G.S. Mira            | Mira (VE)                 |
| U.S. Miranese        | Mirano (VE)               |
| A.S. Montello        | Volpago del Montello (TV) |
| U.S. Opitergina      | Oderzo (TV)               |
| A.C. Pellizzari      | Vedelago (TV)             |
| A.S. Pievigina       | Pieve di Soligo (TV)      |
| A.C. Sandonà         | San Donà di Piave (VE)    |
| U.S. Silea           | Silea (VE)                |
| U.S. Sile Lucatello  | Quarto d'Altino (VE)      |
| A.C. Spinea          | Spinea (VE)               |

### Classifica finale
|  | Pos. | Squadra         | Pt | G  | V  | N  | P  | GF | GS | DR  |
|  | ---- | --------------- | -- | -- | -- | -- | -- | -- | -- | --- |
|  | 1.   | Sandonà 1922    | 47 | 30 | 18 | 11 | 1  | 44 | 14 | +30 |
|  | 2.   | Miranese        | 36 | 30 | 12 | 12 | 6  | 36 | 27 | +9  |
|  | 3.   | Sile Lucatello  | 36 | 30 | 12 | 12 | 6  | 36 | 27 | +9  |
|  | 4.   | Julia           | 35 | 30 | 10 | 15 | 5  | 42 | 27 | +15 |
|  | 5.   | Opitergina      | 35 | 30 | 11 | 13 | 6  | 40 | 35 | +5  |
|  | 6.   | Jesolo          | 34 | 30 | 11 | 12 | 7  | 32 | 28 | +4  |
|  | 7.   | Pellizzari      | 32 | 30 | 9  | 14 | 7  | 37 | 27 | +10 |
|  | 8.   | Giorgione       | 30 | 30 | 9  | 12 | 9  | 31 | 29 | +2  |
|  | 9.   | Montello        | 29 | 30 | 9  | 11 | 10 | 32 | 31 | +1  |
|  | 10.  | Libertas Ceggia | 29 | 30 | 8  | 13 | 9  | 28 | 34 | -6  |
|  | 11.  | Pievigina       | 26 | 30 | 5  | 16 | 9  | 17 | 22 | -5  |
|  | 12.  | Spinea          | 26 | 30 | 6  | 14 | 10 | 22 | 34 | -12 |
|  | 13.  | Mira            | 25 | 30 | 6  | 13 | 11 | 27 | 37 | -10 |
|  | 14.  | Silea           | 21 | 30 | 6  | 9  | 15 | 34 | 44 | -10 |
|  | 15.  | Calvi Noale     | 20 | 30 | 3  | 14 | 13 | 22 | 40 | -18 |
|  | 16.  | Fiesso d'Artico | 19 | 30 | 4  | 11 | 15 | 25 | 49 | -24 |

Verdetti